# Repentabor
Repentabor (talijanski: Monrupino, njemački: Reippen) je općina u Tršćanskoj pokrajini u Italiji. Ime je dobila po ograđenoj crkvi (tabor).
U općini postoji samo tri naselja (Fernetti-Fernetiči, Col i Repen) i ovo je najmanja općina u Tršćanskoj pokrajini. Teritorij općine graniči s talijanskim općinama Zgonik (Sgonico) i Trst (Trieste), te sa slovenskom općinom Sežana.
Većinu stanovništva čine Slovenci. Prema popisu iz 1971., slovenski je materinski jezik 77,3% stanovništva, dok talijanskim govori 22,7% stanovništva općine.